# Maryse Vuillermet
Maryse Vuillermet est une écrivaine française née en 1955 à Saint-Claude (Jura).
Son dernier livre paru en novembre 2019 aux éditions Chronique sociale s’intitule 50 bonheurs à portée de main.  Pour la période 2016-2018, son récit Pendulaires frontaliers, les ouvriers du temps, Éditions la rumeur libre, 2016, a figuré dans la première sélection du prix Lettres frontière[réf. nécessaire].

## Biographie

### Jeunesse
Maryse Vuillermet est née à Saint-Claude dans le Jura en 1955. Elle a enseigné le français en Algérie, puis à Dunkerque, Saint-Etienne, Givors et Lyon. Agrégée de lettres modernes, elle a très vite constaté que dans les livres qu’elle lisait, on ne parlait jamais de son monde, d’une petite ville industrielle de montagne qui se vide peu à peu de ses industries et de ses habitants. Elle a continué à chercher dans la littérature jusqu’à passer en 1998 une thèse de doctorat de lettres portant sur Claire Etcherelli qui, dans Élise ou la vraie vie, fut la première à parler de l’usine de l’intérieur. Ses recherches universitaires, (elle a publié de nombreux articles sur le roman prolétarien, le néopolar, le roman paysan), comme son œuvre romanesque sont toute entières tournées vers le monde ouvrier, et les migrations du travail. 

### Ecriture
Elle publie en 2002 chez L’Harmattan, Mémoires d’immigrés valdotains, en 2006 Et toi, ton pays, il est où ?, en 2010 Retour vers les Hautes Combes et Naven, et en 2012 George Besson, vendeur de pipes, ami des grands peintres.
Peu à peu, son univers d’écriture se précise : un récit qui doit à la fois à une recherche documentaire sur une réalité du monde du travail et à une recherche formelle pour dire ce réel.
C’est ainsi que Pars ! Travaille ! publié en 2012, à la Rumeur Libre, décrit l’écartèlement entre deux mondes, la faille béante où naissent ensemble la tristesse et l’écriture. Voici ce qu'en dit Lucien Waselin dans le n°1033 de la revue Europe « Mais ce qu’il faut retenir de ce récit, c’est avant tout qu’on vit toujours dans « le Temps du rêve », qu’on n’arrête jamais d’y voyager. L’immigré est un Aborigène, et réciproquement. Retenir aussi ces mots situés à la fin du livre : « la pierre, c’est d’arriver à dire les ouvriers, qu’ils ont perdu l’espoir, qu’ils font patrie de moi, que je les ai toujours avec moi, qu’on revient toujours à sa classe sociale, qu’on franchit toutes les barrières sans jamais lâcher le fil… »  Tout est dit (ou presque) reste alors à lire Pars ! Travaille ! ».
Pendulaires frontaliers, les ouvriers du temps est publié en 2014 à la Rumeur libre. A propos de cet essai, la chroniqueuse Elmone Treppoz dit qu’elle invente un nouveau genre: « Aux confins de plusieurs genres, roman, document, récit, surgit ici un genre nouveau, riche de tous les autres. Il faudrait pouvoir le nommer". Pour Corinne Grenouillet sur le site Nonfiction :  " le livre de Maryse Vuillermet, paru lui aussi dans une maison d’édition modeste publiant des ouvrages soignés (La Rumeur libre), témoigne de la vitalité non encore démentie des écritures soucieuses du monde ouvrier, malgré les nuages qui assombrissent ce dernier aujourd’hui et les stigmates qui l’accablent. Ses Frontaliers pendulaires proposent la traversée sensible d’une condition laborieuse méconnue ». Ce récit a fait partie de la présélection pour le Prix Lettres Frontières en 2017, et a fait l'objet d'une émission de radio chez R.C.F.. Avec Pars travaille paru aussi aux éditions la rumeur libre, il est cité dans une émission de France-Culture consacrée aux travailleurs italiens frontaliers.
Patrick Laupin dit d'elle que de livres en livres, « elle confie son peuple à l’oreille. Elle écrit sa fresque, sa légende ».

## Œuvres

### Récits, biographies, romans, recueils
- Mémoires d’immigrés valdotains, L'Harmattan,  2002  (ISBN 2-7475-3296-8)
- Et toi ton pays il est où ?, L’Harmattan, 2006  (ISBN 2-296-01581-6)
- Retour vers les Hautes Combes, L’Harmattan, 2010  (ISBN 978-2-296-11373-2)
- Naven, L’Harmattan, 2010  (ISBN 978-2-296-08250-2)
- George Besson, vendeur de pipes acheteur de tableaux, Éditions Cabédita, 2012  (ISBN 978-2-88295-631-6)
- Pars ! Travaille ! , la rumeur libre, 2014  (ISBN 978-2-35577-074-6)
- Pendulaires frontaliers, les ouvriers du temps, la rumeur libre, 2016  (ISBN 978-2-35577-057-9)
- 50 bonheurs à portée de main, Chronique sociale, 2019  (ISBN 978-2-36717-643-7)

- Des oiseaux sur un livre, L’Harmattan, 2020 (ISBN 978-2-343-21879-3)

- Le livre des Françoise, l’Harmattan, 2021 (ISBN 978-2-343-24800-4)

- Le vain combat, La rumeur libre, 2021 (ISBN 978-2-35577-188-0)
- Della fame al paradiso, traduction de Mémoires d’immigrés valdotains, L’harmattan, 2002,  par Claudio Panella et Silvia Nugara, éditions Fusta, 2022 (ISBN 9791280749116)

### Ouvrages collectifs
- Montagnes du Jura, des hommes et des paysages Tome 2, François le contrebandier, Maryse Vuillermet écrivain, Thibault Gladel, concepteur et coordinateur, Desmond Bovey, illustrateur, Gérard benoit-à-la-Guillaume, photographe, Néo éditions, 2009  (ISBN 978-2-9147-4162-0)
- Montagnes du Jura, des hommes et des paysages Tome 3, Etienne colporteur, Maryse Vuillermet écrivain, Thibault Gladel concepteur et coordinateur, Desmond Bovey, illustrateur, Gérard benoit-à-la-Guillaume, photographe, Néo éditions, 2010  (ISBN 978-2-91474-172-9)
- Montagnes du Jura, des hommes et des paysages Tome 4, Anne, une vie pour la montagne, Maryse Vuillermet écrivain, Thibault Gladel concepteur et coordinateur, Desmond Bovey, illustrateur, Gérard benoit-à-la-Guillaume, photographe, Néo éditions, 2011  (ISBN 978-2-914741-80-4)
- Montagnes du Jura, des hommes et des paysages Tome 5, Agathe, enquête de paysage, Maryse Vuillermet écrivain, Thibault Gladel concepteur et coordinateur, Desmond Bovey, illustrateur, Gérard benoit-à-la-Guillaume, photographe, Néo éditions, 2012  (ISBN 978-2-914741-90-3)[9]
- 40 exercices de communication, Claudie Grantham ; Katherine Legay, François Martel, Maryse Vuillermet, Chronique Sociale, 2009, réédition 2020  (ISBN 978-2-36717-684-0)[10]
- Pendulaires frontaliers, les ouvriers du temps, dans Travail, 59 poètes, Bacchanales n° 53, revue de la maison de la poésie Rhône Alpes, 2015  (ISBN 978-2-36761-006-1)
- Je connais une frontière, le vent passe à travers ses murs de pierres, dans Frontières, abattre les murs taboo portant, Bacchanales N° 62, revue de la maison de la poésie Rhône Alpes, 2019  (ISBN 978-2-36761-023-8)
- Au pays du long nuage blanc avec Charles Juliet, in Fraternellement Charles Juliet, Textes de lectrices et de lecteurs à propos de son œuvre, la cause des causeuses, Jacques André éditeur, Lyon, 2019